# سيداك

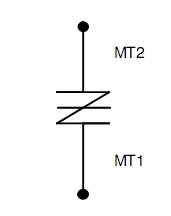
سيداك

سيداك (بالإنجليزية: Sidac ويسمى أيضا Sydac)‏ وتعني ثايرستور السيليكون للتيار المتردد (بالإنجليزية: Silicon thyristor for Alternating Current)‏، هو مكون إلكتروني شبه موصل، عبارة عن دايود ثنائي الاتجاه يختلف عن الدياك بأنه يستوعب فرق جهد عالي ويعمل كمفتاح موصل حتى قطع التيار من على أطرافه أو انخفاضه، ينتمي لعائلة الثايرستور وهو يرجع أيضا إلى الصمام الثنائي السيليكون للتيار المتردد.

## يستعمل في
- دوائر توليد النبضات.
- دوائر اشعال الشرارة الكهربائية في التطبيقات الصناعية.
- دوائر مصابيح الإنارة الخاطفة الفلاش.
- دوائر تشغيل مصابيح الزينون.
- اضاءة مصابيح الفلورسنت.
- دوائر الحماية ضد ارتفاع الجهد الكهربائي.[2]

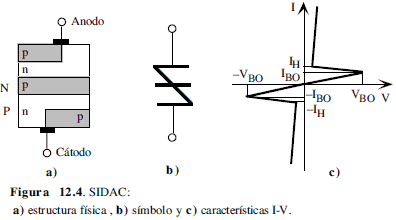
خواصه